# 金朝宰相列表
按《金史·百官志》金代的宰相為尚書令、左右丞相以及平章政事。執政為尚書左右丞以及參知政事。與宋不同，樞密院長官並不被視為執政。按《建炎以来朝野杂记》乙集卷八中耶律子敬的解释，金代枢密院长官次官仅由武官充任，而两宋则是文武官都可出任。勃極烈時代，谙版勃極烈、國論忽魯勃極烈、國論昃勃極烈、國論勃極烈為宰相，至熙宗天眷元年改制時全部廢除。海陵王時廢止三省制，僅保留尚書省，為中國歷史上首次，是為正隆改制，即使海陵王之後被弒，終金一代也沒有再次做變動。蒙金战争后金国大量进拜权参知政事，有时权参知并不在京城，而在战争前线。
| 公元   | 紀年 | 宰相進拜加官 | 宰相罷免 | 執政進拜加官 | 執政罷免 |
| ------ | --- | --- | --- | --- | --- |
| 1115年 | 收國元年 正月壬申朔 太祖即位 | 七月戊辰，以弟吳乞買爲諳班勃極烈，國相撒改爲國論勃極烈。弟斜也爲國論昊勃極烈。九月癸巳，以國論勃極烈撒改爲國論忽魯勃極烈。 撒改 吳乞買 斜也 | | 辭不失（阿買勃極烈） 阿離合懣（國論乙室勃極烈） | |
| 1116年 | 收國二年 | 撒改 吳乞買 斜也 | | 辭不失 阿離合懣 | |
| 1117年 | 天輔元年 | 撒改 吳乞買 斜也 | | 辭不失 阿離合懣 | |
| 1118年 | 天輔二年 | 撒改 吳乞買 斜也 | | 辭不失 阿離合懣 | |
| 1119年 | 天輔三年 | 撒改 吳乞買 斜也 | | 辭不失 阿離合懣 | |
| 1120年 | 天輔四年 | 撒改 吳乞買 斜也 | | 辭不失 阿離合懣 | 阿離合懣薨 |
| 1121年 | 天輔五年 | 以昊勃極烈斜也爲忽魯勃極烈，蒲家奴爲昃勃極烈，宗翰爲移賚勃極烈。 吳乞買 斜也 | 閏月辛巳，國論胡魯勃極烈撒改薨。 | 辭不失 完顏昱（昃勃極烈） 完顏宗翰（移賚勃極烈） | |
| 1122年 | 天輔六年 | 六月戊子朔，上親征遼，發自上京。諳班勃極烈吳乞買監國。 吳乞買 斜也 | | 辭不失 完顏昱 完顏宗翰 | |
| 1123年 | 天輔七年 八月戊申太祖崩 | 吳乞買 斜也 | | 辭不失 完顏昱 完顏宗翰 | 辭不失薨 |
| 1123年 | 天會元年九月丙辰，太宗即皇帝位 | 十二月辛巳，以國論勃極烈杲爲諳班勃極烈，宗幹爲國論勃極烈。 斜也 完顏宗幹 | | 完顏昱 完顏宗翰 | |
| 1124年 | 天會二年 | 斜也 完顏宗幹 | | 完顏昱 完顏宗翰 謾都訶（阿舍勃極烈、參議國政） | |
| 1125年 | 天會三年 | 正月戊子，同知宣徽院事韓資正加尚書左僕射 斜也 完顏宗幹 韓資正 | 此後金史沒有記載韓資正的去向。 | 完顏昱 完顏宗翰 | 三月乙亥，阿舍勃極烈謾都訶薨。 |
| 1126年 | 天會四年 | 斜也 完顏宗幹 | | 完顏昱 完顏宗翰 | |
| 1127年 | 天會五年 | 斜也 完顏宗幹 | | 完顏昱 完顏宗翰 | |
| 1128   | 天會六年 | 斜也 完顏宗幹 | | 完顏昱 完顏宗翰 | |
| 1129年 | 天會七年 | 正月甲午，以西京留守韓企先同中書門下平章事、知樞密院事。 斜也 完顏宗幹 韓企先 | | 完顏昱 完顏宗翰 | |
| 1130年 | 天會八年 | 正月丁巳，以同中書門下平章事韓企先爲尚書左僕射兼侍中。十月甲申，以鐵驪突離剌同中書門下平章事。 斜也 完顏宗幹 韓企先 鐵驪突離剌 | 九月辛酉，諳班勃極烈、都元帥杲（斜也）薨。 鐵驪突離剌之後的拜罷不詳。 | 完顏昱 完顏宗翰 | |
| 1131年 | 天會九年 | 正月癸丑，以同中書門下平章事時立愛爲侍中。 完顏宗幹 韓企先 時立愛 | | 完顏昱 完顏宗翰 | |
| 1132年 | 天會十年 | 四月庚午，以太祖孫亶爲諳班勃極烈，皇子宗磐爲國論忽魯勃極烈，國論勃極烈宗幹爲國論左勃極烈，移賚勃極烈、左副元帥宗翰爲國論右勃極烈兼都元帥。 完顏宗幹 韓企先 時立愛 完顏亶 完顏宗磐 完顏宗翰 | | 完顏昱 | |
| 1133年 | 天會十一年 | 完顏宗幹 韓企先 時立愛 完顏亶 完顏宗磐 完顏宗翰 | | 完顏昱 | |
| 1134年 | 天會十二年 | 完顏宗幹 韓企先 時立愛 完顏亶 完顏宗磐 完顏宗翰 | | 完顏昱 | |
| 1135年 | 天會十三年正月己巳，上崩於明德宮，年六十一。 庚午，諳班勃極烈即皇帝位於柩前。是為熙宗，未改元。 | 三月甲午，以國論右勃極烈、都元帥宗翰爲太保，領三省事，封晉國王。十一月，以尚書令宋國王宗磐爲太師。以元帥左監完顏希尹爲尚書左丞相兼侍中，太子少保高慶裔爲左丞，平陽尹蕭慶爲右丞。 完顏宗幹 韓企先 時立愛 完顏宗磐 完顏宗翰 完顏希尹 | 完顏亶即位為皇帝 | 完顏昱 高慶裔（尚書左丞） 蕭慶（尚書右丞） | |
| 1136年 | 天會十四年 | 三月壬午，太保宗翰、太師宗磐、太傅宗幹並領三省事。 完顏宗幹 韓企先 時立愛 完顏宗磐 完顏宗翰 完顏希尹 | | 完顏昱 高慶裔（尚書左丞） 蕭慶（尚書右丞） | |
| 1137年 | 天會十五年 | 十二月癸未，以完顏勖爲尚書左丞、同中書門下平章事。 完顏宗幹 韓企先 時立愛 完顏宗磐 完顏宗翰 完顏希尹 完顏勗 | 七月辛巳，太保、領三省事、晉國王宗翰薨。 十月乙卯，時立愛致仕。 | 完顏昱 高慶裔 蕭慶 | 六月庚戌，尚書左丞高慶裔、轉連使劉思有罪伏誅。 |
| 1138年 | 天眷元年 | 六月甲辰，以完顏奕爲平章政事。 完顏宗幹 韓企先 完顏宗磐 完顏希尹 完顏勗 完顏奕 | 六月壬寅，左丞相希尹罷。八月甲寅朔，頒行官制。 | 蕭慶 李德固（參知政事） | 完顏昱進拜大司空。 |
| 1139年 | 天眷二年 | 正月壬午朔，以左丞相宗雋爲太保、領三省事，進封袞國王。興中尹完顏希尹復爲尚書左丞相兼侍中。辛丑，以太傅、領三省事宗幹爲太師，領三省如故，進封梁宋國王。 完顏宗幹 韓企先 完顏宗磐 完顏希尹 完顏勗 完顏宗雋 | 七月辛巳，宋國王宗磐、袞國王宗雋謀反，伏誅。 | 蕭慶 李德固 | 九月戊寅朔，降封太宗諸子。大司空昱罷。十二月，豫國公昱薨。 |
| 1140年 | 天眷三年 | 八月癸亥，前西京留守昂爲平章政事。 完顏宗幹 韓企先 完顏勗 完顏昂 | 八月癸亥，殺左丞相完顏希尹、右丞蕭慶。 | 李德固 蕭仲恭（尚書右丞） | 蕭慶誅。 |
| 1141年 | 皇統元年 | 己巳，封平章政事昂爲漆水郡王。四月丙子，以濟南尹韓昉參知政事。六月甲戌，詔都元帥宗弼與宰執同入奏事。丙午，以宗弼爲尚書左丞相兼侍中、都元帥、領行台如故。 完顏宗幹 韓企先 完顏勗 完顏昂 完顏宗弼 | 五月己酉，太師、領三省事、梁宋國王宗幹薨。庚戌，上親臨。日官奏，戌、亥不宜哭泣。上曰：「君臣之義，骨肉之親，豈可避之。」遂哭之慟，命輟朝七日。 | 李德固 蕭仲恭 耶律讓（參知政事，進拜年月待考） 韓昉（參知政事） | |
| 1142年 | 皇統二年 | 韓企先 完顏勗 完顏昂 完顏宗弼 | 十一月甲寅，平章政事漆水郡王昂薨，追封鄆王。 | 李德固 蕭仲恭 韓昉 | |
| 1143年 | 皇統三年 | 三月辛卯，以尚書左丞勖爲平章政事，殿前都點檢宗憲尚書左丞。 韓企先 完顏勗 完顏宗弼 | | 李德固 蕭仲恭 韓昉 完顏宗憲（尚書左丞） | |
| 1144年 | 皇統四年 | 韓企先 完顏勗 完顏宗弼 | | 李德固 蕭仲恭 韓昉 完顏宗憲 | |
| 1145年 | 皇統五年 | 韓企先 完顏勗 完顏宗弼 | | 李德固 蕭仲恭 韓昉 完顏宗憲 | 完顏宗憲转行台平章政事。 |
| 1146年 | 皇統六年 | 三月壬申，以同判大宗正事宗固爲太保、右丞相兼中書令。 完顏勗 完顏宗弼 完顏宗固 | 二月丙寅，右丞相韓企先薨。 | 李德固 蕭仲恭 韓昉 | |
| 1147年 | 皇統七年 | 九月，以都元帥宗弼爲太師、領三省事，都元帥、行台尚書省事如故，平章政事勖爲左丞相兼侍中，都點檢宗賢爲右丞相兼中書令，行台右丞相劉筈、右丞蕭仲恭爲平章政事，李德固爲尚書右丞，秘書監蕭肄爲參知政事。 完顏勗 完顏宗弼 完顏宗固 完顏宗賢 劉筈 蕭仲恭 | 九月，太保、右丞相宗固薨。 | 李德固（尚書右丞） 韓昉 完顏宗憲 蕭肄（參知政事） 完顏亮（尚書左丞） 完顏秉德（參知政事） | 十二月戊午，參知政事韓昉罷。 |
| 1148年 | 皇統八年 | 六月乙卯，左丞亮爲平章政事。 七月庚子，右丞相宗賢爲太保、尚書左丞相。丙午，以行台左丞相蕭仲恭爲尚書右丞相。 十一月辛丑，以尚書左丞相宗賢爲左副元帥，平章政事亮爲尚書左丞相兼侍中，參知政事秉德爲平章政事。庚戌，左副元帥宗賢復爲太保，左丞相、左副元帥如故。 十二月乙卯，以右丞相蕭仲恭爲太傅、領三省事，左丞相亮爲尚書右丞相。乙亥，以左丞相宗賢爲太師、領三省事兼都元帥。 完顏宗弼 完顏宗賢 劉筈 蕭仲恭 完顏亮 完顏秉德 | 六月乙卯，平章政事蕭仲恭爲行台左丞相。 七月庚子，以尚書左丞相勖領行台尚書省事。 十月辛酉，太師、領三省事、都元帥、越國王宗弼薨。 | 李德固 蕭肄 完顏秉德 唐括辯（尚書左丞） 完顏稟（尚書左丞） | 七月戊寅，以尚書左丞唐括辯奉職不謹，杖之。九月丙申，尚書左丞唐括辯罷。 |
| 1149年 | 皇統九年 十月乙丑，平章政事亮因熙宗殺戮無度、群臣震恐，與所親駙馬唐括辯、寢殿小底大興國、護衛十人長忽土、阿里出虎等謀爲亂。忽土、阿里出虎進弒帝，亮復前手刃之，血濺滿其面與衣。帝崩，時年三十一。 參與者：完顏亮、唐括辯、大興國、完顏秉德、僕散忽土、 阿里出虎、徒單貞、烏帶、李老僧等。 | 正月甲申朔，領行台尚書省事勖爲太師、領三省事，同判大宗正事充爲尚書左丞相，右丞相亮兼都元帥。丙午，以右丞相亮爲左丞相，判大宗正事宗本爲尚書右丞相。己酉，宗賢復爲太保、領三省事。 二月辛丑，以司空宗本爲尚書右丞相兼中書令，左丞相亮爲太保、領三省事。 八月庚申，以劉筈爲司空，行台右丞相如故。 九月丙申，以領行台尚書省事亮復爲平章政事。戊戌，以右丞相宗本爲太保、領三省事，平章政事秉德爲尚書左丞相兼中書令，司空劉筈爲平章政事。庚子，以御史大夫宗甫爲參知政事。 完顏勗 完顏宗賢 劉筈 蕭仲恭 完顏亮 完顏秉德 完顏充 完顏宗本 | 正月戊戌，太師、領三省事、都元帥宗賢罷。壬寅，左丞相充薨。四月庚寅，出太保、領三省事亮領行台尚書省事。 十二月丁巳遂殺曹國王宗敏，左丞相宗賢。 | 李德固 完顏宗憲 蕭肄 唐括辯 完顏稟 完顏宗甫（參知政事） | 二月甲寅，會甯牧唐括辯復爲尚書左丞，尚書左丞稟爲行台平章政事。 |
| 1149年 | 十二月己未，大赦。改皇統九年爲 天德元年 海陵王自立 | 十二月丁巳，以秉德爲左丞相兼侍中、左副元帥，辯爲右丞相兼中書令，烏帶爲平章政事 完顏勗 完顏秉德 唐括辯 烏帶 劉筈 完顏宗本 | 十二月癸酉，太傳、領三省事蕭仲恭罷。 | 完顏宗憲 温都思忠（尚書右丞） 完顏宗義（尚書左丞） 劉麟（參知政事） | 十二月，參知政事蕭肄除名。癸酉尚書右丞稟罷。 |
| 1150年 | 天德二年 | 二月戊申朔，以右丞相唐括辯爲左丞相，平章政事烏帶爲右丞相。司徒袞領三省事、封王，都元帥如故，右丞相烏帶司空、左丞相兼侍中，平章政事劉筈爲尚書右丞相兼中書令，左丞宗義，右丞溫都思忠爲平章政事，參知政事劉麟爲尚書右丞。 七月，以平章政事溫都思忠爲左丞相，尚書左丞蕭裕爲平章政事，右丞劉麟爲左丞，侍衛親軍步軍都指揮使完顏思恭爲右丞。參知政事張浩丁憂，起復如故。 八月戊申，以司徒袞爲太尉、領三省事，都元帥如故。以禮部尚書蕭玉爲參知政事。 十一月癸未，以會甯牧徒單恭爲平章政事。 十二月癸卯朔，以右副元帥大抃爲尚書右丞相兼中書令，參知行台尚書省事張中孚爲參知政事 完顏勗 唐括辯 烏帶 劉筈 完顏宗本 完顏袞 完顏宗義 温都思忠 蕭裕 徒單恭 大㚖（抃） | 正月辛巳，以左丞相兼左副元帥秉德領行台尚書省事。 四月戊午，殺太傅、領三省事宗本，尚書左丞相唐括辯，遣使殺領行台尚書省事秉德。 七月己丑，司空、左丞相兼侍中烏帶罷。 十月癸卯，太師、領三省事勖致仕。使使殺行台左丞相、左副元帥撒離喝於汴。 十一月癸未，尚書右丞相劉筈罷。 | 蕭裕（尚書左丞） 劉麟（尚書右丞） 完顏思恭（尚書右丞） 蕭玉（參知政事） 張浩（尚書右丞） 張通古（尚書左丞） 張中孚（參知政事） | 十一月癸未，尚書左丞劉麟、右丞完顏思恭罷。 |
| 1151年 | 天德三年 | 完顏袞 蕭裕 温都思忠 徒單恭 大㚖 | 溫都思忠致仕。 | 蕭玉 張浩 張通古 張中孚 | 正月乙亥，參知政事蕭玉丁憂，起復如故。 |
| 1152年 | 天德四年 | 十一月戊戌，以咸平尹李德固爲平章政事。（李德固上一次進拜是皇統七年進尚書右丞，而此次拜平章政事時已經是咸平尹，期間履歷失考）完顏袞 蕭裕 徒單恭 大㚖 李德固 | 九月丙午，尚書右丞相大抃罷。殺太祖長公主兀魯，杖罷其夫平章政事徒單恭。 十一月戊申，以前平章政事徒單恭爲司徒。 十二月庚寅，太尉、領三省事、樞密使袞薨。 | 蕭玉 張浩 張通古 張中孚 | |
| 1153年 | 貞元元年 | 二月庚申，平章政事蕭裕爲右丞相兼中書令，右丞張浩、左丞張通古爲平章政事。十一月庚戌，以樞密使昂（奔睹）爲左丞相 蕭裕 溫都思忠 張浩 張通古 完顏昂 徒單恭 | 二月庚申，平章政事李德固爲司空。 八月壬戌，司空李德固薨。 十一月戊戌，左丞相耨碗溫都思忠致仕。 閏月癸卯，乙太保、領三省事徒單恭爲太保、領三省事如故。 | 蕭玉 張中孚 劉萼（參知政事） 耶律恕（參知政事） | |
| 1154年 | 貞元二年 | 二月甲申朔，以平章政事張浩爲尚書右丞相兼中書令。甲午，以尚書右丞蕭玉爲平章政事，前河南路統軍使張輝爲尚書右丞。八月庚子，以左丞相致仕溫都思忠起爲太傅、領三省事。十二月乙酉，以太傅溫都思忠爲太師，領三省事如故，平章政事張通古爲司徒，平章政事如故。 張浩 張通古 完顏昂 徒單恭 蕭玉 溫都思忠 | 正月甲申朔，尚書右丞相蕭裕與前真定尹蕭馮家奴、前御史中丞蕭招折、博州同知遙設等謀反，欲立遼皇帝復國，伏誅，詔中外。 八月丙午，以左丞相昂去衣杖其弟婦，命杖之。丁卯，太師、領三省事徒單恭薨。                                                                              | 張中孚 劉萼 耶律恕 赤盞晖（尚書右丞） 蕭頤（參知政事） | 七月丙子，參知政事耶律恕罷。 |
| 1155年 | 貞元三年 | 正月辛酉，以判東京留守大抃（大㚖）爲太傅、領三省事。二月壬午，以左丞相昂爲太尉、樞密使，右丞相張浩爲左丞相兼侍中，樞密使僕散思恭爲右丞相兼中書令，右丞張暉（赤盞晖）爲平章政事。 張浩 張通古 蕭玉 溫都思忠 大㚖 僕散思恭 赤盞晖 | 大㚖薨。 | 劉萼（尚書左丞） 蕭頤（尚書右丞） 蔡松年（參知政事） 纳合椿年（參知政事） | 二月壬午，尚書左丞張中孚罷 |
| 1156年 | 貞元四年 正隆元年 （二月癸酉朔，改元正隆，大赦） | 張浩 張通古 蕭玉 溫都思忠 僕散思恭 | 乙丑，罷中書門下省。平章政事張暉罷，不置平章政事官。四月，頒行正隆官制。 張通古以司徒致仕，旋薨。 | 蔡松年（尚書右丞、尚書左丞） 纳合椿年（參知政事） 耶律安禮（尚書右丞） | 正月乙丑，左丞劉萼、右丞蕭頤罷。 |
| 1157年 | 正隆二年 | 張浩 蕭玉 溫都思忠 僕散思恭 | | 蔡松年 纳合椿年 耶律安禮 紇石烈良弼（參知政事） | 六月乙未，參知政事納合椿年薨。 |
| 1158年 | 正隆三年 | 七月甲申，尚書左丞蔡松年爲右丞相。 張浩 蕭玉 溫都思忠 僕散思恭 蔡松年 | 七月甲申，以右丞相蕭玉爲司徒。 | 耶律安禮（尚書左丞） 紇石烈良弼（尚書右丞） 敬嗣暉（參知政事） 李通（參知政事） 赤盞晖（尚書左丞） | 十一月癸未，尚書左丞耶律安禮罷。 |
| 1159年 | 正隆四年 | 張浩 溫都思忠 僕散思恭 蔡松年 | 三月己卯，尚書右丞相蔡松年薨。 | 耶律安禮 紇石烈良弼 敬嗣暉 李通 赤盞晖 | 三月辛亥，赤盞晖罷。 |
| 1160年 | 正隆五年 | 張浩 溫都思忠 僕散思恭 | | 耶律安禮 紇石烈良弼 敬嗣暉 李通 劉長言（尚書右丞） | 十一月乙酉，尚書右丞劉長言罷。 |
| 1161年 | 正隆六年 大定元年 十月乙巳，世宗皇帝即位于遼陽，改元大定，大赦。 十一月乙未，海陵王遇弑。 | 七月丁亥，以左丞相張浩爲太傅、尚書令，司徒、大興尹蕭玉爲尚書左丞相 九月，海陵王伐宋，尚書令張浩、左丞相蕭玉、參知政事敬嗣暉留治省事。 十月壬戌，世宗以前臨潢尹晏為左丞相。 張浩 蕭玉 僕散思恭 完顏晏 | 五月庚辰，太師、尚書令耨碗溫都思忠薨。 八月壬寅，族樞密使僕散思恭。（海陵王認為思恭、徒單太后與契丹叛亂有關） | 耶律安禮 紇石烈良弼 敬嗣暉 李通 獨吉義（參知政事） 李石（參知政事） | 李通为乱军所杀。 御史大夫完顏元宜劾奏蕭玉、嗣暉、許霖等六人不可用。嗣暉降通議大夫，放歸田裏。 |
| 1162年 | 大定二年 | 二月壬寅，太傳、尚書令張浩來見。甲辰，以張浩為太師，尚書令如故，御史大夫移剌（完顏）元宜為平章政事。 六月庚午，以尚書右丞僕散忠義為平章政事兼右副元帥，經略契丹。 十月丁卯，以左副元帥完顏彀英為平章政事。丙戌，以僕散忠義為尚書右丞相 十一月癸巳朔，詔右丞相僕散忠義伐宋。 張浩 完顏晏 完顏元宜 僕散忠義 完顏彀英 | 閏二月庚寅，詔平章政事移剌元宜泰州路規措邊事。 四月己丑，以左丞相晏為太尉。 七月庚申，太尉、尚書左丞相晏致仕。 | 獨吉義 李石 翟永固（尚書左丞） 僕散忠義（尚書右丞） 紇石烈良弼（尚書右丞） | 三月癸亥，參知政事獨吉義罷。甲辰，追削李通官職。 |
| 1163年 | 大定三年 | 五月辛卯朔，右丞相僕散忠義朝京師。辛丑，以右丞相僕散忠義兼都元帥。七月庚戌，以太子太師宗憲為平章政事。 張浩 僕散忠義 完顏元宜 完顏彀英 完顏宗憲 | 二月庚辰，太保、都元帥奔睹（完顏昂）薨。 四月丁卯，平章政事完顏彀英罷。 六月甲申，太師、尚書令張浩罷。 | 李石 翟永固 紇石烈良弼（尚書左丞） 完顏守道（參知政事） 蘇保衡（參知政事、尚書右丞） 石琚（參知政事） | 四月丁卯，以參知政事李石為御史大夫。 十一月壬子，尚書左丞翟永固罷。 |
| 1164年 | 大定四年 | 七月庚子，以尚書左丞紇石烈良弼為平章政事。 僕散忠義 完顏宗憲 完顏元宜 紇石烈良弼 | 四月丁巳，平章政事完顏元宜罷。 | 紇石烈良弼 完顏守道（尚書左丞） 蘇保衡 石琚 唐括安禮（參知政事） | |
| 1165年 | 大定五年 | 五月丁巳，以僕散忠義為尚書左丞相，紇石烈志甯為平章政事。乙丑，以平章政事宗憲為尚書右丞相。 僕散忠義 完顏宗憲 紇石烈良弼 紇石烈志甯 | | 完顏守道 蘇保衡 石琚 唐括安禮 | |
| 1166年 | 大定六年 | 十二月丙申，以平章政事紇石烈良弼為尚書右丞相，紇石烈志甯為樞密使。 完顏宗憲 紇石烈良弼 紇石烈志甯 | 二月丁亥，尚書左丞相兼都元帥沂國公僕散忠義薨。 九月癸丑，尚書右丞相宗憲薨。 | 完顏守道 蘇保衡 石琚 唐括安禮 | |
| 1167年 | 大定七年 | 十二月甲辰，以北京留守完顏思敬為平章政事。 紇石烈良弼 完顏思敬 | | 完顏守道 石琚（尚書右丞） 唐括安禮 耨碗溫敦兀帶（參知政事） 孟浩（參知政事） | 二月庚寅，尚書右丞蘇保衡薨。 九月辛未，參知政事唐括安禮罷。 十月丁巳，溫敦兀帶薨 |
| 1168年 | 大定八年 | 紇石烈良弼 完顏思敬 | | 完顏守道 石琚 孟浩 魏子平（參知政事） | |
| 1169年 | 大定九年 | 十月辛丑，以尚書右丞相紇石烈良弼為左丞相，樞密使紇石烈志甯為右丞相。十一月己未，以尚書左丞完顏守道為平章政事。十二月丙戌，以東京留守徒單合喜為平章政事。 紇石烈良弼 紇石烈志甯 完顏思敬 完顏守道 徒單合喜 | 十月辛亥，以平章政事完顏思敬為樞密使。 | 石琚（尚書左丞） 孟浩（尚書右丞） 魏子平 | |
| 1170年 | 大定十年 | 正月甲戌，以司徒、御史大夫李石為太尉、尚書令。 紇石烈良弼 紇石烈志甯 李石 完顏守道 徒單合喜 | 九月庚辰，尚書左丞相紇石烈良弼丁憂，起複如故。 | 石琚 孟浩 魏子平 完颜宗敘（参知政事） | |
| 1171年 | 大定十一年 | 紇石烈良弼 紇石烈志甯 李石 完顏守道 徒單合喜 | 六月甲子，平章政事徒單合喜薨。 | 石琚 孟浩 魏子平 完颜宗敘 敬嗣暉（参知政事） | 七月甲申，參知政事宗敘薨。 十二月丙辰，參知政事敬嗣暉薨。 魏子平罷為南京留守，未幾致仕。 |
| 1172年 | 大定十二年 | 紇石烈良弼 李石 完顏守道 | 四月丙寅，尚書右丞相紇石烈志寧薨。 | 石琚 孟浩 移剌道（參知政事） | 四月癸卯，尚書右丞孟浩罷。 |
| 1173年 | 大定十三年 | 紇石烈良弼 李石 完顏守道 | | 石琚 唐括安禮（尚书右丞） 移剌道 | 五月壬寅，前尚书右丞、真定尹孟浩薨。 六月，前平章、樞密使完顏思敬薨。 |
| 1174年 | 大定十四年 | 十二月戊寅，以平章政事完顏守道為右丞相，樞密副使徒單克甯為平章政事。 紇石烈良弼 完顏守道 徒單克寧 | 二月庚午，以太尉、尚書令李石為太保，致仕。 | 石琚 唐括安禮 移剌道 | |
| 1175年 | 大定十五年 （該年金史正月至七月丙午缺） | 紇石烈良弼 完顏守道 徒單克寧 | | 石琚 唐括安禮 王蔚（參知政事） 移剌道 | |
| 1176年 | 大定十六年 | 紇石烈良弼 完顏守道 | 二月，平章政事徒單克寧因其女犯姦淫之罪伏誅，罷 | 石琚 唐括安禮 王蔚 張汝弼（參知政事） 移剌道 | 十一月壬寅朔，參知政事王蔚罷。 |
| 1177年 | 大定十七年 | 十一月戊戌，以南京留守徒單克甯為平章政事。以尚書左丞石琚為平章政事。 紇石烈良弼 完顏守道 徒單克寧 石琚 | | 石琚 唐括安禮（尚書左丞） 張汝弼 蒲察通（尚書右丞） 移剌道 | |
| 1178年 | 大定十八年 | 八月丙辰，以尚書右丞相完顏守道為左丞相，平章政事石琚為右丞相。 九月癸酉，以尚書左丞唐括安禮為平章政事。 紇石烈良弼 完顏守道 徒單克寧 石琚 唐括安禮 | 六月庚午，尚書左丞相紇石烈良弼薨。 | 唐括安禮 張汝弼 蒲察通（尚書左丞） 移剌道（尚書右丞） 粘割斡特剌（參知政事） | |
| 1179年 | 大定十九年 | 完顏守道 徒單克寧 石琚 唐括安禮 | 八月壬辰，尚書右丞相石琚致仕。 | 張汝弼 蒲察通 移剌道 | |
| 1180年 | 大定二十年 | 三月辛巳，以平章政事徒單克甯為尚書右丞相，御史大夫烏古論元忠為平章政事。 完顏守道 徒單克寧 唐括安禮 烏古論元忠 移剌道 | | 張汝弼 蒲察通 移剌道 完顏襄（尚書右丞） | 十一月丁巳，尚書右丞移剌道（趙三）罷。 |
| 1181年 | 大定二十一年（八月及以下缺） | 閏三月癸卯，以尚書左丞相完顏守道為太尉、尚書令，尚書左丞蒲察通為平章政事，右丞襄為左丞，參知政事張汝弼為右丞，彰德軍節度使梁肅為參知政事。 四月戊申，以右丞相徒單克甯為左丞相，平章政事唐括安禮為右丞相。 七月辛丑，以太尉、尚書令完顏守道複為左丞相，太尉如故。 完顏守道 徒單克寧 唐括安禮 烏古論元忠 蒲察通 移剌道 | 七月，以左丞相徒單克甯為樞密使。 唐括安禮薨。 | 張汝弼（尚書右丞） 完顏襄（尚書左丞） 梁肅（參知政事） | |
| 1182年 | 大定二十二年 | 完顏守道 烏古論元忠 蒲察通 移剌道 | | 張汝弼 完顏襄 梁肅 | 六月丁巳，右丞相致仕石琚薨。 |
| 1183年 | 大定二十三年 | 十一月壬申，以樞密副使崇尹為平章政事。十二月丁亥，以真定尹烏古論元忠復為尚書右丞相。 完顏襄進拜平章政事，封蕭國公。 完顏守道 烏古論元忠 蒲察通 移剌道 完顏崇尹 完顏襄 | 三月丙寅朔，尚書右丞相烏古論元忠罷。 七月乙酉，平章政事移剌道罷。 十一月壬戌朔丙寅，平章政事蒲察通罷。 | 張汝弼 完顏襄 張仲愈（參知政事） 程輝（參知政事） | 正月丁丑，參知政事梁肅致仕。 七月乙酉，參知政事張仲愈罷。 |
| 1184年 | 大定二十四年 | 完顏守道 烏古論元忠 完顏崇尹 完顏襄 | 四月己未朔，咸平尹移剌道薨。 | 張汝弼（尚書左丞） 粘割斡特剌（尚書右丞） 程輝 | |
| 1185年 | 大定二十五年 | 完顏守道 烏古論元忠 完顏崇尹 完顏襄 | 五月庚寅，平章政事襄免。（此條與之後完顏襄的履歷有所矛盾，按完顏襄列傳，皇太孫完顏璟封王後完顏襄進拜右丞相，徙封戴。至大定二十七年時提到完顏襄又已經是平章政事。 ） 六月丙寅，尚書右丞相烏古論元忠罷。                                                                   | 張汝弼 粘割斡特剌 程輝 張汝霖（參知政事） | |
| 1186年 | 大定二十六年 | 五月甲申，以司徒、樞密使徒單克甯為太尉、尚書左丞相。大興尹原王麻達葛為尚書右丞相，賜名璟。 完顏守道 徒單克寧 完顏崇尹 完顏璟 完顏襄 | 四月壬戌，太尉、左丞相完顏守道致仕。 | 張汝弼 粘割斡特剌（尚書左丞） 程輝 張汝霖（尚書右丞） 馬惠迪（參知政事） | 四月戊午，尚書左丞張汝弼罷。 五月甲申，參加政事程輝致仕。戊戌，以尚書右丞粘割斡特剌為左丞，參知政事張汝霖為右丞。 |
| 1187年 | 大定二十七年 | 徒單克寧 完顏崇尹 完顏璟 完顏襄 | 十一月庚申，平章政事崇尹致仕。 | 粘割斡特剌 張汝霖 馬惠迪 完顏宗浩（參知政事） | |
| 1188年 | 大定二十八年 | 十二月丙戌，以太尉、左丞相徒單克甯為太尉兼尚書令，平章政事襄為尚書右相，右丞張汝霖為平章政事。 徒單克寧 完顏襄 張汝霖 完顏璟 | | 粘割斡特剌 張汝霖 馬惠迪 完顏宗浩 孛朮魯阿魯罕（參知政事） 完顏婆盧火（參知政事） 刘玮（參知政事） | 七月辛亥，尚書左丞粘割斡特剌罷。 八月甲子朔，參知政事孛朮魯阿魯罕以年老罷。 十二月丙戌，參知政事完顏婆盧火罷 |
| 1189年 | 大定二十九年 正月癸巳，章宗即皇帝位。 | 丁卯，以太尉、尚書令東平郡王徒單克甯為太傅，改封金源郡王。 徒單克寧 完顏襄 張汝霖 | | 馬惠迪 劉玮 移剌履（參知政事） | 正月丁巳，參知政事宗浩罷。 八月甲辰，參知政事劉瑋罷。 |
| 1190年 | 明昌元年 正月丙辰朔，改元。 | 八月己丑，以判大睦親府事宗甯為平章政事。 十二月甲辰，幸太傳徒單克寧第視疾。以克甯為太師、尚書令，封淄王，賜銀千五百兩，絹二千匹。 徒單克寧 完顏襄 張汝霖 完颜宗宁 | 五月壬午，尚書右丞相襄罷。 十二月己丑，平章政事張汝霖薨。 | 移剌履（尚书右丞） 王蔚（尚书右丞） 完顏守貞（参知政事） 徒單鎰（参知政事） | 刘玮出知濟南府事，移鎮河中。 以马惠迪為南京留守，致仕，卒。 王蔚致仕，卒。 |
| 1191年 | 明昌二年 | 九月，以尚書左丞夾谷清臣為平章政事 完颜宗宁 夹谷清臣 | 正月庚午，太師、尚書令淄王徒單克寧薨。 平章政事宗宁薨。 | 移剌履 完顏守貞（尚书左丞） 徒單鎰（尚书右丞） 夾谷清臣（尚书左丞） 夾谷衡（参知政事） 張萬公（参知政事） | 六月戊子，平章政事宗寧薨。 六月丙午，尚書右丞移剌履薨。 十二月己丑，尚書右丞徒單鎰罷。 |
| 1192年 | 明昌三年 | 夹谷清臣 | | 完顏守貞 夾谷衡 張萬公 烏林答願（尚书左丞） 刘玮（尚书右丞） | 五月戊子尚書左丞完顏守貞罷。 |
| 1193年 | 明昌四年 | 正月辛未，以平章政事夾穀清臣為尚書右丞相，監修國史。 六月壬戌，以西京留守完顏守貞為平章政事，封蕭國公。 夹谷清臣 完颜守贞 | 十二月辛酉，平章政事完顏守貞罷。 | 夹谷衡（尚书右丞） 张万公 烏林答願 刘玮 馬琪（参知政事） 胥持国（参知政事） | 二月丙寅，參知政事張萬公罷。 六月壬戌，尚書右丞劉瑋薨。 |
| 1194年 | 明昌五年 | 夹谷清臣 | | 夹谷衡 烏林答願 馬琪 胥持国 尼厖古鑒（参知政事） | |
| 1195年 | 明昌六年 | 四月甲子，以尚書左丞烏林答願為平章政事。庚辰，以尚書右丞相來谷清臣為左丞相，監修國史，封密國公。樞密使襄為尚書右丞相，封任國公。 五月庚戌，命左丞相來谷清臣行省於臨潢府。 夹谷清臣 烏林答願 完顏襄 | 十一月戊子，左丞相夾谷清臣罷，右丞相襄代領行省事。 | 夹谷衡（尚書左丞） 馬琪 胥持国（尚書右丞） 尼厖古鑒 | |
| 1196年 | 承安元年 | 九月辛巳，以右丞相襄為左丞相，監修國史，封常山郡王。 十月庚戌，命左丞相襄行省於北京。 完顏襄 烏林答願 | | 夹谷衡 馬琪 胥持国 尼厖古鑒 董師中（參知政事） 完顏裔（參知政事） | 五月乙未，參知政事尼厖古鑒薨。 十一月戊子，參知政事馬琪罷。 |
| 1197年 | 承安二年 | 八月壬辰，以左副元帥襄為樞密使兼平章政事。 九月癸丑，以上京留守粘割斡特剌為平章政事。 完顏襄 烏林答願 粘割斡特剌 | 三月癸巳，平章政事烏林答願罷。 | 夹谷衡 董師中（尚書左丞） 完顏裔（北京行尚書省事） 完顏嵒（尚書右丞） 楊伯通（參知政事） 胥持國（權參知政事，北京行尚書省事） | 八月丙戌，尚書左丞夾谷衡罷。右丞胥持國致仕。庚寅，參知政事裔罷。 胥持國薨于行省。 |
| 1198年 | 承安三年 | 十一月丁酉，樞密使兼平章政事襄至自軍，癸卯，以為尚書左丞相，監修國史。 完顏襄 | 二月辛卯，平章政事粘割斡特剌薨。 | 董師中 完顏嵒 楊伯通 | 十二月丙戌，尚書右丞嵒罷。 |
| 1199年 | 承安四年 | 正月，夾谷衡就拜平章政事，封英國公。 張萬公詔起複，拜平章政事，躍遷資善大夫，封壽國公。 完顏襄 夾谷衡 張萬公 | 五月庚申，平章政事夾穀衡薨。 | 董師中 楊伯通 | 四月壬申，左丞楊伯通致仕。 |
| 1200年 | 承安五年 | 三月庚辰，以上京留守徒單鎰為平章政事，封濟國公。 完顏襄 張萬公 | | 董師中 | |
| 1201年 | 泰和元年 | 完顏襄 張萬公 | | 董師中 | |
| 1202廿 | 泰和二年 | 完顏襄 張萬公 | 皇子生，司空完顏襄複自請報謝。既祀嵩嶽，還次芝田之府店，閏十二月庚戌，遂以疾薨，年六十三。訃聞，輟朝，遣使祭於路。 | 董師中 | 董師中薨。上聞之，甚悼惜，顧謂大臣曰：「凡正人多執方而不通，獨師中正而通。」 |
| 1203年 | 泰和三年 | 三月己卯，以樞密使宗浩為尚書右丞相。 完顏宗浩 張萬公 | 三月壬申，平章政事張萬公致仕。 | 完顏匡（尚書左丞） 僕散揆（尚書右丞） 孫即康（參知政事） 賈铉（參知政事） | |
| 1204年 | 泰和四年 | 八月丁酉，以尚書右丞相宗浩為左丞相，右丞僕散揆為平章政事 完顏宗浩 徒單镒 僕散揆 | 五月癸酉，平章政事徒單鎰罷。 | 完顏匡 孫即康（尚書右丞） 僕散端（尚書左丞） 獨吉思忠（參知政事） 賈铉 | 五月癸酉，尚書左丞完顏匡罷。 |
| 1205年 | 泰和五年 | 五月甲子，以平章政事僕散揆為河南宣撫使，籍諸道兵以備宋。宋朝发动开禧北伐。 完顏宗浩 僕散揆 | | 孫即康 僕散端 獨吉思忠 賈铉 | |
| 1206年 | 泰和六年 | 四月丙寅，詔平章政事僕散揆領行省于汴，許以便宜從事。 冬十月戊申朔，平章政事僕散揆督諸道兵伐宋。 完顏宗浩 僕散揆 | | 孫即康 僕散端（行尚书省事于汴梁） 獨吉思忠 賈铉 完顏匡（权尚书右丞） | 六月辛亥朔，左丞僕散端以母憂罷。 八月丙寅，左丞僕散端起複前職。 |
| 1207年 | 泰和七年 | 正月庚寅，僕散揆還駐下蔡而病。丙申，以左丞相宗浩兼都元帥，行省于南京以代揆。 九月甲申，以尚書左丞僕散端為平章政事，封申國公，左副元帥完顏匡為平章政事兼左副元帥，封定國公。 完顏宗浩 僕散揆 僕散端 完顏匡 | 二月戊辰，平章政事兼左副元帥僕散揆薨於軍。 九月甲戌朔，左丞相兼都元帥宗浩薨於軍。 | 孫即康（尚書左丞） 僕散端 獨吉思忠（尚書右丞） 賈铉 完顏匡 孫鐸（參知政事） | 十月戊戌，參知政事賈鉉罷。 |
| 1208年 | 泰和八年 十一月丙辰，章宗崩。 明日，卫绍王永济即位。 | 僕散端 完顏匡 | | 孫即康 獨吉思忠 孫鐸 完顏撒剌（參知政事） | |
| 1209年 | 大安元年 | 衛紹王即位，即康進拜平章政事，封崇國公。 独吉思忠拜平章政事。 四月庚辰，以平章政事完顏匡為尚書令。 十二月，右丞相僕散端為左丞相。 僕散端 完顏匡 孙即康 独吉思忠 | 十二月，尚書令申王完顏匡薨。 | 獨吉思忠 孫鐸 完顏撒剌 徒單公弼（參知政事） | |
| 1210年 | 大安二年 | 僕散端 孙即康 独吉思忠 | | 孙铎（尚书左丞） 徒單公弼（尚书右丞） 耿端義（參知政事） | 孙铎降浚州防禦使。改安國軍節度使，徙絳陽軍。 |
| 1211   | 大安三年 | 四月，蒙古成吉思汗來征。遣西北路招討使粘合合打乞和。平章政事獨吉千家奴，參知政事胡沙行省事備邊。 八月，詔獎諭行省官，慰撫軍士。千家奴、胡沙自撫州退軍，駐于宣平。河南大名路軍逃歸，下詔招撫之。 十一月，以上京留守徒單鎰為右丞相。 僕散端 孙即康 獨吉思忠 徒單鎰 | 平章政事孙即康致仕，薨。 十一月，平章政事独吉思忠、參知政事完颜承裕坐覆全軍，思忠除名。 十二月，左丞相僕散端宿禁中議軍事，罷。 | 徒單公弼（尚书左丞） 完颜承裕（參知政事） 奧屯忠孝（參知政事、尚书右丞） 梁𤨠（參知政事） 紇石烈执中（权尚书左丞） | 十一月，完颜承裕責授咸平路兵馬總管。 |
| 1212年 | 崇慶元年 | 徒單鎰 | | 徒單公弼 奧屯忠孝 孟鑄（參知政事） 完颜福兴（參知政事） 賈鉉（參知政事） 完颜福典（尚书右丞） | 右副元帥胡沙虎請退軍屯南口，詔數其罪，免之。 |
| 1213年 | 崇庆二年 至宁元年 贞祐元年 纥石烈执中使宦者李思中害上于邸，卫绍王崩。 九月甲辰，宣宗即位。 | 纥石烈执中自称監國都元帥。宣宗即位，以紇石烈执中為太師、尚書令兼都元帥，封澤王。 尚书左丞徒单公弼拜平章政事，封定國公。 九月壬子，尚書右丞相徒單鎰進左丞相，封廣平郡王。 十二月丁酉朔，平章政事徒單公弼進尚書右丞相，尚書右丞承暉進都元帥兼平章政事，左副元帥朮虎高琪進平章政事兼前職。 徒單鎰 纥石烈执中 徒單公弼 朮虎高琪 | 右丞相徒单公弼罢知中山府事。 十月辛亥，元帥右監軍朮虎高琪殺纥石烈执中於其第。 | 完顏纲（尚书左丞） 奧屯忠孝 胥鼎（參知政事） 王維翰（參知政事） 完颜承暉（尚书右丞） 耿端義（參知政事） 徒單銘（尚书右丞） | 纥石烈执中杀尚书左丞完颜纲。 胥鼎出知大兴府。 參知政事王维翰罷為定海軍節度使，旋为蒙古所攻，被执不屈，殉国。 徒单铭出為北京留守。 奧屯忠孝罷為太子太保，出知濟南府事，改知中山府。 |
| 1214年 | 贞祐二年 中都之圍 | 四月丁未，以都元帥完颜承暉為右丞相。 十月壬寅，左副元帥兼尚書左丞抹撚盡忠進平章政事。 十一月丁卯，以御史大夫僕散端為尚書左丞相。 徒單鎰 朮虎高琪 完颜承暉 抹撚盡忠 僕散端 | 四月庚戌，左丞相、監修國史、廣平郡王徒單鎰薨。 | 耿端義 胥鼎（尚书右丞） 抹撚盡忠（尚书左丞） 高汝礪（參知政事） 孛朮魯德裕（參知政事） | 參知政事耿端義薨。 |
| 1215年 | 贞祐三年 | 十月庚戌，詔尚書左丞相僕散端兼都元帥，行尚書省於陝西。 朮虎高琪 完颜承暉 抹撚盡忠 僕散端 | 五月庚申，中都破，尚書右丞相兼都元帥定國公承暉服藥自盡。 十月庚寅，以棄城逃歸誅抹撚盡忠。 | 胥鼎 高汝礪（尚书右丞） 孛朮魯德裕 烏古論德升（权參知政事） 侯摯（參知政事、河北行尚書省事） 徒單思忠（參知政事） | 孛朮魯德裕坐弛慢兵期，責授沂州防禦使。 冬十月丙戌朔，翰林侍讀學士、權參知政事烏古論德升出為集慶軍節度使兼亳州管內觀察使。 |
| 1216年 | 贞祐四年 | 正月乙亥，以樞密使濮王守純為平章政事。 十二月辛亥，平章政事朮虎高琪加崇進、尚書右丞相。 朮虎高琪 僕散端 完颜守纯 | | 高汝礪（尚书左丞） 侯摯（尚书右丞、行省事于東平） 完颜永锡（權尚書右丞、簽樞密院事） 胥鼎（權尚書左丞，行省於平陽进拜尚書左丞兼樞密副使） 徒單思忠 李革（參知政事） | 九月辛巳朔，大元兵攻坊州。以簽樞密院事永錫為御史大夫，領兵赴陝西，便宜從事。 十二月辛亥，參知政事李革罷。 |
| 1217年 | 興定元年 | 正月丙申，尚書左丞胥鼎進平章政事，封莘國公。皇子平章政事濮王守純授世襲東平府路三屯猛安。 朮虎高琪 僕散端 完颜守纯 胥鼎 | 六月乙丑，尚書左丞相兼都元帥僕散端薨，輟朝。 | 高汝礪 侯摯 徒單思忠 蒲察移剌都（尚書右丞） 李革（權參知政事，行尚書省） 完顏阿裏不孫（權參知政事、遼東路行省、參知政事，行尚書省、元帥府于婆速路） 蒲察五斤（權參知政事，行尚書省、元帥府于上京） 張行信（權參知政事進參知政事） 必蘭阿魯帶（權參知政事，行省於益都） | 五月己丑，尚書右丞蒲察移剌都棄官擅赴京師，降知河南府事，行樞密院兼行六部事。 八月壬子，削御史大夫永錫官爵，有司論失律當斬，上以近族，特貰其死。 九月癸巳，遼東行省完顏阿裏不孫為叛人伯德胡土所殺。                                                                                          |
| 1218年 | 興定二年 | 朮虎高琪 完颜守纯 胥鼎 | | 高汝礪 侯摯 徒單思忠 李革 把胡魯（參知政事） 夾谷必蘭（權參知政事，行省於遼東） 完顏伯嘉（權參知政事、元帥左監軍，行河中府尚書省元帥府，控制河東南、北路便宜從事） 僕散安貞（左副元帥，權參知政事，行尚書省元帥府事，伐宋）                                            | 二年二月，張行信出為彰化軍節度使，兼涇州管內觀察使 九月乙亥，蒙古兵下太原府，元帥左監軍兼知樞府事烏古論德升死之。 十月癸丑，蒙古下平陽，知府事，權參知政事、行尚書省李革死之。 十二月辛丑，簽樞密院事蒲察移剌都伏誅。                                                                       |
| 1219年 | 興定三年 | 朮虎高琪 完颜守纯 胥鼎 | 十二月，誅高琪。 | 高汝礪 侯摯 徒單思忠 把胡鲁 | |
| 1220年 | 興定四年 | 三月辛亥，進平章政事高汝礪為尚書右丞相，監修國史，封壽國公。 完颜守纯 胥鼎 高汝礪 | 三月辛亥，平章政事、陝西行尚書省胥鼎進封溫國公，致仕。 | 侯摯 徒單思忠 把胡鲁（权尚书右丞，行尚书省、元帅府于京兆） 李復亨（參知政事兼修國史，提控芻糧事） 完顏承立（參知政事，同行尚書省元帥府于京兆） | 七月，侯挚遷榮祿大夫，致仕。 |
| 1221年 | 興定五年 | 完颜守纯 高汝礪 | | 徒單思忠 把胡鲁 李復亨 僕散毅夫（參知政事、行尚書省於京東，督諸軍芻糧） | 九月乙巳，崇進、駙馬都尉定國公徒單公弼薨。 李復亨以禮部尚書致仕，罷為定國軍節度使。 |
| 1222年 | 興定六年 元光元年 | 完颜守纯 高汝礪 | | 徒單思忠（尚書右丞） 僕散毅夫 把胡魯（自大司農復拜參知政事） | 正月，把胡魯罷參知政事，以知河中府事權安撫使。 三月壬申，尚書右丞徒單思忠以病馬輸官，冒取高價，御史劾之，有司以監主自盜論死，上顧惜大體，降授陳州防禦使。 十一月丁未，大元兵徇同州，定國軍節度使李復亨、同知定國軍節度使訛可皆自盡。                                                        |
| 1223年 | 元光二年 十二月庚寅，上崩于寧德殿。 哀宗即位。 | 完颜守纯 高汝礪 | | 僕散毅夫 把胡魯 赤盏尉忻（參知政事兼修國史） 完顏伯嘉（權參知政事，行尚書省於河中府） | |
| 1224年 | 正大元年 | 五月癸卯，樞密副使完顏賽不為平章政事 高汝礪 把胡鲁 完顏賽不 | 平章政事荊王守純罷，判睦親府。 三月辛亥，丞相高汝礪薨。 五月戊戌，平章政事把胡魯薨。 | 張行信（尚书左丞） 赤盏尉忻（尚书右丞） 赤盏合喜（参知政事兼樞密副使） 李蹊（權參知政事） 完顏合達（权参知政事，行尚書省事於京兆，兼統河東兩路。） | 參知政事僕散五斤罷，充大行山陵使。 左丞張行信致仕家居。 |
| 1225年 | 正大二年 | 夏四月辛卯朔，起複平章政事致仕莘國公胥鼎為平章政事，行省事于衛州，進封英國公。 完顏賽不 胥鼎 | | 赤盏尉忻 赤盏合喜 李蹊 | |
| 1226年 | 正大三年 | 完顏賽不 胥鼎 | 秋七月庚午，平章政事英國公胥鼎薨。 | 赤盏尉忻 赤盏合喜 李蹊 師安石（權左參知政事） | |
| 1227年 | 正大四年 | 完颜赛不 | | 赤盏尉忻 赤盏合喜 師安石（尚书右丞） 李蹊（参知政事） | |
| 1228   | 正大五年 | 以尚書右丞完顏白撒平章政事。 完颜赛不 完顏白撒 | | 赤盏尉忻 赤盏合喜 師安石 完颜白撒（尚书右丞） 李蹊 顏盞世魯（权参知政事） | 四月丙寅，右丞師安石薨。 是年，赤盏尉忻致仕 |
| 1229年 | 正大六年 | 二月丙辰，以丞相完顏賽不行尚書省事於關中，召平章政事完顏合達還朝。 完颜赛不 完颜合达 完顏白撒 | | 赤盏合喜 李蹊 顏盞世魯 | |
| 1230年 | 正大七年 | 秋七月，以平章政事合達權樞密副使，行省事於閿鄉，以備潼關。 完颜赛不 完颜合达 完顏白撒 | | 赤盏合喜 李蹊 顏盞世魯 移剌蒲阿（权参知政事） | |
| 1231年 | 正大八年 | 完颜赛不 完颜合达 完顏白撒 | 冬十月，右丞相賽不致仕。 | 赤盏合喜 李蹊 顏盞世魯 完顏訛可（权参知政事） | 前尚書左丞張行信薨。 权参知政事完颜讹可不能守河中府，杖两百死。 |
| 1232年 | 正大九年 开兴元年 天兴元年 汴京之围 十二月辛丑，上出京 | 二月庚午，起複右丞相致仕賽不為左丞相。 八月戊辰起複前大司農侯摯為平章政事，進封蕭國公，行京東路尚書省事。 完颜赛不 完颜白撒 侯摯 | 正月丁酉，完颜合达战死于三峰山。 三月，勒令完顏白撒致仕。 十一月丁未朔，賜貧民粥。平章政事侯摯致仕。 | 赤盏合喜 李蹊（尚书左丞） 顏盞世魯（尚书右丞） 楊慥（权参知政事） 楊綎（权参知政事） 完顏奴申（参知政事兼樞密副使） 完顏思烈（参知政事） 完顏合周（權參知政事） 完颜習捏阿不（權參知政事兼知開封府、樞密副使） 完颜讹出（权参知政事、右副元帥兼樞密副使）              | 六月壬戌權參知政事楊綎罷。 七月，尚书右丞颜盏世鲁罢。参知政事兼枢密副使赤盏合喜免为庶人，籍其家以賜軍士。 十月，以前司農卿李渙飛語，詔左丞李蹊、戶部侍郎楊綎繫獄，將以軍儲失計坐罪。俄蹊、綎並除名，而止籍綎家貲。                                                                          |
| 1233年 | 天兴二年 正月癸酉，速不台進兵汴京。 九月辛亥，元兵築長壘圍蔡城。 蔡州之围 | 六月，以完顏仲德領尚書省、樞密院事。 完颜赛不 完顏仲德 | 正月壬戌，遣使召前平章白撒至，數其罪，下之獄，仍籍其家財賜將士，曰：「汝輩宜竭忠力，毋如斯人誤國。」人予金一兩。七日，白撒及其子忽土鄰皆死獄中。右丞相賽不致仕。 | 李蹊 完顏思烈 完顏仲德（尚书右丞、徐州行省） 石盞女魯懽（权参知政事） 蒲察官奴（权参知政事、参知政事） 烏林答胡土（权参知政事） 張天綱（权参知政事） 抹撚兀典（权参知政事） 粘哥完展（权参知政事，行省事於陝西） 烏古論鎬（权参知政事） 孛朮魯婁室（权参知政事）       | 正月戊辰，安平都尉、京城西面元帥崔立與其党韓鐸、藥安國等舉兵為亂，殺參知政事完顏奴申、樞密副使完颜習捏阿不。 三月戊辰，官奴以忠孝軍為亂，攻殺馬用，遂殺尚書左丞李蹊、參知政事石盞女魯懽、點檢徒單長樂，從官右丞已下三百餘人。 參知政事完顏思烈薨。 六月己卯，官奴及其党阿裏合、白進皆伏誅。 |
| 1234年 | 天兴三年 正月己酉，完颜承麟即位。 哀宗自縊于幽蘭軒。末帝為亂兵所害金亡。 | 完顏仲德 | 正月己酉，聞哀宗自盡，領尚書省、樞密院事完顏仲德、參政孛術魯婁室、兀林答胡土，總帥元志，元帥王山兒、紇石烈柏壽、烏古論恆端及軍士五百余人投汝水自盡。 | 张天纲 烏古論鎬 孛朮魯婁室 | 张天纲为孟珙所获，与哀宗遗骨送临安。 烏古論鎬城破被执，以招息州不下，為蒙古所殺。 孛朮魯婁室等投汝水自盡。 |